# Kladníky
Kladníky település Csehországban, Přerovi járásban. Kladníky Šišma, Oprostovice, Lhota, Radotín, Bezuchov és Hlinsko településekkel határos. Lakosainak száma 152 fő (2024. január 1.).

## Népesség
A település lakosságának változását az alábbi diagram mutatja:
| Lakosok száma | 228  | 251  | 259  | 237  | 172  | 149  | 152  | 146  | 135  | 152  |
|               | 1869 | 1900 | 1921 | 1961 | 1980 | 2011 | 2016 | 2019 | 2021 | 2024 |